# Chiani
Il fiume Chiani è il principale affluente di sinistra del fiume Paglia ed è lungo 41.7 km.
Nasce dalla confluenza del torrente Astrone (proveniente dalle colline di Chianciano e Sarteano) con il canale Chianetta (opera realizzata dallo Stato Pontificio) in località Ponticelli, presso Città della Pieve, e raccoglie buona parte delle acque della Val di Chiana romana.
Nei suoi primi 13 km l'alveo del Chiani si trova più in alto rispetto al piano della campagna in quanto scorre fra argini artificiali; più a valle l'argine scompare ed assume regime torrentizio. Le sue acque si caratterizzano come acque di discreta qualità. La portata è fortemente variabile, a carattere stagionale, e dipende strettamente dal regime delle piogge: al ponte di Morrano, in comune di Orvieto, si misurano normalmente da 0,5–1 m³/s in estate fino ai 50–100 m³/s in tardo autunno.
Insieme al Canale maestro della Chiana (in Toscana), il Chiani ripercorre gran parte del corso del Clanis, l'antico fiume che fu ostruito nel 1055 d.C. da Orvieto con l'innalzamento del cosiddetto "Muro grosso", per ragioni strategiche militari per controllare i territori delle comunità di Sarteano, Chianciano, Chiusi e Monteleone.
Sul piano etimologico l'idronimo è associato al nome del Clanio campano e dei cosiddetti "lagni".